# Akshata Dhekale
Pour les articles homonymes, voir Dhekale.
Akshata Abaso Dhekale née le 2 novembre 2001, est une joueuse indienne de hockey sur gazon. Elle évolue au poste de défenseure au Indian Oil Corporation Ltd. et avec l'équipe nationale indienne.

## Carrière
Elle a fait ses débuts le 12 mars 2022 contre l'Allemagne à la 3e saison de la Ligue professionnelle (2021-2022).

## Palmarès
- : 3e à la Ligue professionnelle 2021-2022.